# Jesus, Take the Wheel
Singles de Carrie Underwood
Inside Your Heaven
(2005) Some Hearts
(2005)
Pistes de Some Hearts
Some Hearts
(3) The Night Before (Life Goes On)
(5)
Jesus, Take the Wheel  est le premier single de musique chrétienne contemporaine extrait de Some Hearts, premier album de la chanteuse de musique country américaine Carrie Underwood.
La ballade raconte l'histoire d'une femme cherchant l'aide de Jésus lors d'un accident de voiture et laissant finalement Jésus prendre le contrôle de sa vie. Les chants chrétien de country sont devenus populaire, et restent n ° 1 sur le Country Chart et se portent bien sur les autres tableaux.

## Contenu
La chanson raconte l'histoire d'une mère qui vit une vie trépidante, puis, à la fin de la nuit de Noël, elle glisse sur une plaque de verglas sur le chemin de Cincinnati, Ohio. Elle panique, lâche le volant et crie à Jésus. La voiture s'arrête de tourner et s'arrête en toute sécurité. Après l'inventaire de la situation (et, voyant que son bébé est resté endormi sur le siège arrière), la femme décide de se laisser Jésus prendre sa vie en main ("Jesus Take the Wheel").

## Classements
| Chart (2005–2006)                               | Peak position |
| ----------------------------------------------- | ------------- |
| U.S. Billboard Hot Country Songs                | 1             |
| U.S. Billboard Hot 100                          | 20            |
| U.S. Billboard Pop 100                          | 36            |
| U.S. Hot Adult Contemporary Tracks              | 23            |
| U.S. Billboard Hot Christian Adult Contemporary | 3             |
| U.S. Billboard Hot Christian Songs              | 4             |
| Canadian Radio & Records Country Singles        | 1             |